# Coleophora barbaricina
Coleophora barbaricina é uma espécie de mariposa do gênero Coleophora pertencente à família Coleophoridae.